# Stefan Wiedergrün
Stefan Wiedergrün (* 21. Juli 1984 in Waiblingen) ist ein deutscher Golfer. Ende 2009 wechselte Wiedergrün in das Profilager.

## Karriere
Im Jahr 2000 gelang Wiedergrün der Sprung in den Nationalkader der Jungen. Hier spielte er an der Seite von Martin Kaymer und Florian Fritsch. Zwei Jahre später hatte sich der 18-Jährige vor Kaymer an die Spitze der deutschen Rangliste gearbeitet und erreichte mit dem Nationalteam den 10. Platz der Europameisterschaft. Im selben Jahr sowie 2004 wurde Wiedergrün Dritter bei den Deutschen Amateurmeisterschaften. Von 2003 bis 2005 spielte er in der deutschen Nationalmannschaft der Herren.
Neben seiner Golfkarriere konzentrierte sich Wiedergrün auf sein Business-Management-Studium in Charlotte (USA/North Carolina). 2007 führte Wiedergrün die dortige Uni-Mannschaft in der Uni-Liga von Rang hundert auf Platz eins. Dabei trat er u. a. gegen Rickie Fowler an. Wiedergrün wurde zum „National Player of the Mid-Year“ ernannt. Nach dem Abschluss seines Studiums und dem neunten Platz bei den British Amateur, folgte 2009 der Wechsel ins Profilager.
Von Mai 2011 bis 2013 spielte Wiedergrün in North und South Carolina die eGolf-Professional-Tour. Diese steht in den Vereinigten Staaten nach den Siegprämien an dritter Stelle nach der PGA-Tour und der Web.com Tour. Er erreichte auf der Geldrangliste der Tour 2011 den 95., 2012 den 26. und 2013 den 68. Rang mit einer Gewinnsumme von insgesamt 53.883 US-Dollar.